# Décima Víctima
Décima Víctima fue un grupo formado por dos suecos y dos españoles, que durante su corta carrera entre 1981 y 1984, editaron dos álbumes, un maxisencillo, dos EP y tres sencillos. Su estilo musical ha ido variando de nombre según la época. Lo han clasificado de ola fría, siniestro, gótico e incluso depresivo. A ellos les gustaba definirlo como melancólico.

## Historia

### Los Inicios
En 1980 los hermanos Lars y Per Mertanen formaron el grupo instrumental Cláusula Tenebrosa. Después de una actuación empezaron a hablar de la posibilidad de ensayar con Carlos Entrena, amigo de la época y antiguo cantante de los recién separados Ejecutivos Agresivos.
En ese mismo año formaron junto con Esclarecidos el sello discográfico independiente Grabaciones Accidentales (GASA) y empezaron a editar sus propios discos y los de otros grupos.

### Cuarteto
En 1982 decidieron sustituir la caja de ritmos por una batería y entró a formar parte del grupo José Brena. 
Con Tan Lejos, su segundo EP, consiguieron, por votación de los oyentes, La Maqueta de Oro, un premio de Radio 3 de RNE como uno de los temas favoritos del año 1982.
El sonido, pese a estar formado solo por tres instrumentos y voz, solía ser tan envolvente en vivo como en disco, gracias a la forma de tocar tan personal de los hermanos Mertanen y al contar, la mayor parte de las veces, con las ideas de sonido de Paco Trinidad como técnico de sonido.
La mayoría de sus actuaciones en vivo fueron en Madrid pero también tocaron en Barcelona, Vigo, Valencia, Puertollano y Molina de Aragón.

### El final
Después de un tiempo empezaron a surgir problemas para continuar todos en Madrid y se plantearon la separación del grupo por motivos ajenos a ellos. Como banda nunca vivieron de la música. La familia Mertanen se fue a vivir a Barcelona y Carlos Entrena comenzó a trabajar fuera de Madrid.
Su última actuación fue en la Sala Rock-Ola el 3 de diciembre de 1983.
En el invierno de 1983 grabaron en directo, en un cuatro pistas, una maqueta de su segundo álbum, Un hombre solo, y unos meses después, estando ya separados, lo grabaron en estudio.
José Brena falleció el 2 de mayo de 1999.

### Presente y Futuro
A finales de 2019 coincidieron en el tiempo varios acontecimientos sobre Décima Víctima: 
- Se edita un nuevo disco "En el Garaje", en Munster Records, con un ensayo de 1983 cuando estaban preparando el LP "Un Hombre Solo".[2][3]
- Borja Prieto hace un documental sobre ellos: "Décima Víctima: Detrás de su mirada" [4][5]
- Se edita el libro de Pablo Martínez Vaquero "NegrOscuro" sobre la onda siniestra en España, con un capítulo de 21 páginas sobre Décima Víctima.
- El número 21 de Cuadernos Efe Eme, dedica un capítulo de 14 páginas a Décima Víctima con una entrevista a Carlos y a Per.[6]

## Discografía

### Álbumes de estudio
- Décima Víctima (1982).
- Un Hombre Solo (1984).
- En el garaje (octubre de 1983, editado en octubre de 2019).

### Maxisencillo, EP y sencillos
- El Vacío (EP, 1982).
- Tan Lejos (EP, 1982).
- Detrás de la Mirada (Sencillo, 1982).
- Algo en Común (Maxisencillo, 1983).
- Un lugar en el Pasado (Sencillo, 1983).
- Un Hombre Solo (Sencillo, 1984).

### Álbumes recopilatorios
- Resumen (CD, 1994).
- Décima Víctima (2010). Box Set que incluye sus dos álbumes, un álbum con los sencillos y maquetas (que titularon Los que faltan) y un libreto con la historia del grupo, fotos inéditas y las letras de las canciones. Caja de vinilos.[7]

## Integrantes
- Carlos Entrena (voz).
- Lars Mertanen (guitarra).
- Per Mertanen (bajo).
- José Brena †(batería).